# Düsseldorf Grand Prix 1973
Il Düsseldorf Grand Prix 1973 è stato un torneo di tennis giocato sulla terra rossa. È stata la 4ª edizione del Düsseldorf Grand Prix, che fa parte del Commercial Union Assurance Grand Prix 1973. Si è giocato a Düsseldorf in Germania, dal 9 al 15 luglio 1973.

## Campioni

### Singolare
Hans-Jürgen Pohmann ha battuto in finale  Jürgen Fassbender con il punteggio di 6–2, 6–3, 6–3